# Pleasant Hill (Louisiana)
Pleasant Hill è un comune degli Stati Uniti d'America, situato nello Stato della Louisiana, in particolare nella parrocchia di Sabine.